# Холодкоцвіті
Холодкоцвіті (Asparagales) — порядок квіткових рослин класу монокотів.
Багаторічні трави або більш чи менш деревоподібні рослини з вторинним ростом. Підземні запасаючі органи часто у вигляді кореневищ або потовщених коренів. Листки по всьому стеблу або лише базальні, чергові, іноді стеблові, супротивні або кільчасті, сидячі, а іноді (в Aspidistra і Majanthemum) на черешках, часто скупчені у вигляді розеток на верхівках повітряних гілок або (Sansevieria) на верхівці кореневища. Квітки в різноманітних суцвіттях, рідше поодинокі, маточково-тичинкові, рідше маточкові та тичинкові, актиноморфні, як правило, тричленні. Сегментів оцвітини шість у двох більш-менш однакових колах, вільних або зрослих. Тичинок звичайно шість (рідше чотири, вісім) в двох колах, вільних або прирослих до трубки оцвітини, між собою вільних або зрослих пиляками (Ruscaceae) чи нитками . Гінецей з двох зрослих карпел з більш-менш зрослими стилодіями; зав'язь верхня, дуже рідко напівнижня або нижня, тригнізда або одногнізда, з одним кількома насінними зачатками в кожному гнізді. Плоди ягодоподібні або рідко коробочки з м'ясистим насінням. Порядок поширений в обох півкулях переважно в областях з аридним і субаридним кліматом. В Україні ростуть у дикому стані представники трьох родин; більшість з них
весняні лісові рослини.Серед представників ряду кілька їстівних рослин, зокрема родів цибуля і спаржа. Багато представників вирощуються як декоративні, завдяки своїм квіткам або як кімнатні рослини: конвалія, проліска, нарцис, амариліс, орхідеї, агава, алое, юка.
1. ↑  Нечитайло, Володимр Андрійович; Кучерява, Лариса Федорівна (2001). Ботаніка. Вищі рослини (Українською) . Київ: Фітосоціоцентр. с. 432. ISBN 966-7459-80-2.